# Fausto Vitaliano
Fausto Vitaliano (Olivadi, 1962) è un fumettista, giornalista e scrittore italiano.

## Biografia
Nel 1988 lavora presso Radio Reporter, una radio privata milanese, come giornalista musicale. Dal 1990 collabora alla stesura di alcune enciclopedie musicali (canzone italiana e rock) pubblicate dalla De Agostini. Dal 1996 al 2000 è autore dei programmi televisivi della fascia ragazzi di Italia 1. 

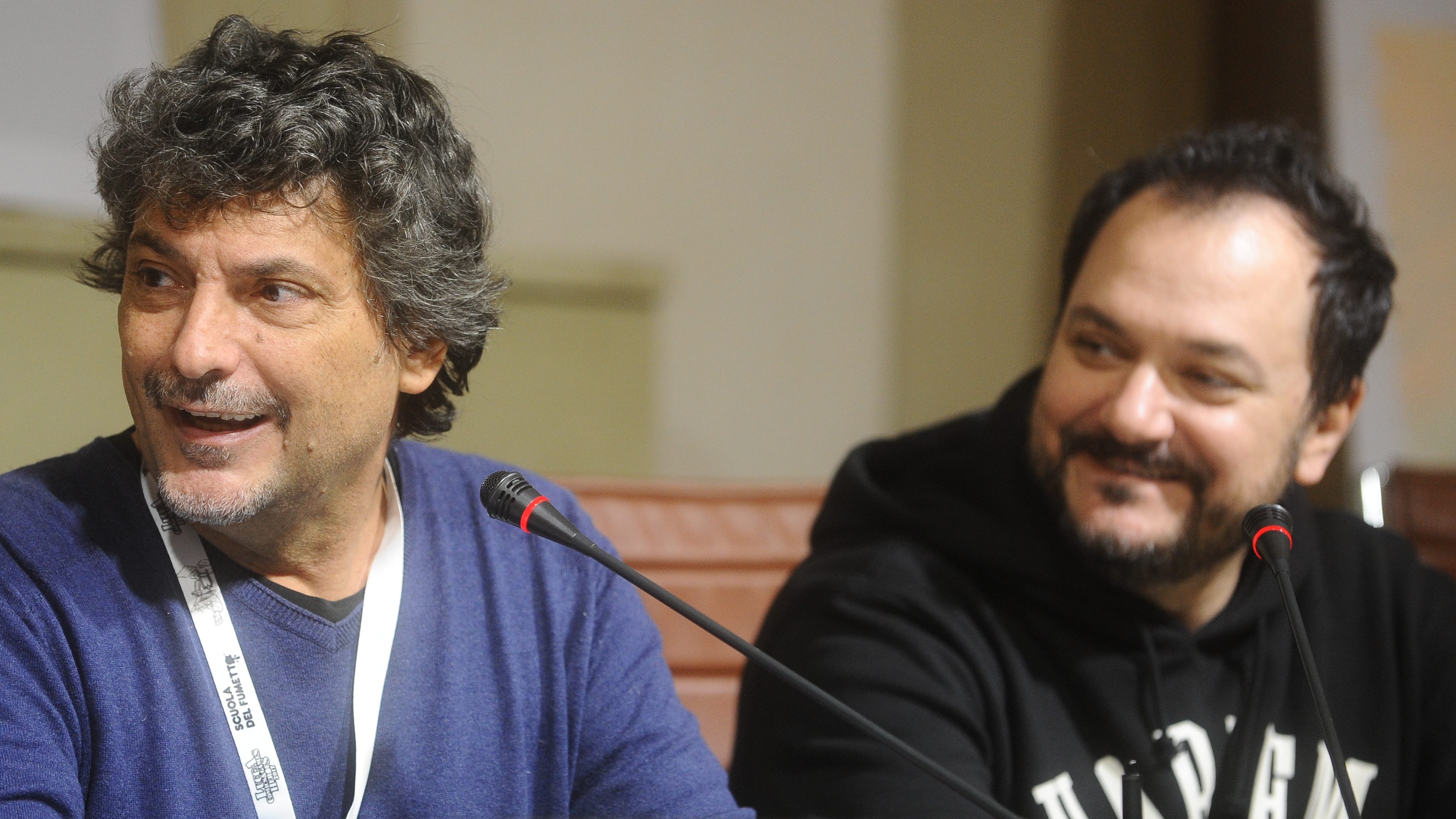
Fausto Vitaliano e Claudio Sciarrone nel 2017

Dal 1998 inizia la collaborazione con Walt Disney Italia. Inizialmente si occupa della parte redazionale di Topolino, approdando solo in un successivo momento alla sceneggiatura. Cura inoltre la parte redazionale dei mensili PP8 e PK, in particolare la popolare PKMail. Sulle pagine di Topolino ha contribuito a co-creare Double Duck, alter ego spionistico di Paperino, e la serie Topolinia 20802. Oltre che per Topolino, ha scritto storie per Paperinik, PK e X-Mickey. Nel 2006  progetta e realizza, insieme al disegnatore Claudio Sciarrone, l'"Episodio Zero" della serie a fumetti Speed Loop. Sempre con Claudio Sciarrone, nel 2011, inizia la serie Cronache dal Pianeta T.
Collabora con Feltrinelli Editore e Rizzoli in qualità di traduttore dall'inglese ed editor. Ha curato, tra gli altri, i volumi antologici di Michele Serra e Beppe Grillo (Tutto il grillo che conta). Ha pubblicato due saggi per ragazzi per l'editore Motta Junior (La Repubblica a piccoli passi e La musica a piccoli passi). Ha scritto insieme a Michele Serra il monologo teatrale Tutti i santi giorni, prodotto dal Teatro dei Filodrammatici di Milano e interpretato da Andrea Brambilla (il popolare Zuzzurro della coppia Zuzzurro e Gaspare). Scrive alcune sceneggiature per la serie Mytico!. Collabora con la Sergio Bonelli Editore in particolare alla collana Le storie. Collabora con TV Sorrisi e Canzoni.

## Opere
- Era solo una promessa, romanzo - 2012 - editore Laurana[7].
- Sex Pistols - La più sincera delle truffe, biografia, Laurana editore, 2013 .
- Lorenzo Segreto, romanzo, Laurana editore, - 2014[8].
- La grammatica della corsa, Laurana editore, 2019.
- La mezzaluna di sabbia, le ultime indagini di Gori Misticò, Bompiani, 2020 ISBN 9788830102828
- La sabbia brucia , le ultime indagini di Gori Misticò, Bompiani, 2021 ISBN 9788830102835
- Scritto sulla sabbia, l'ultima indagine di Gori Misticò, Bompiani, 2022 ISBN 9788830118676
- La via del lupo, Bompiani, 2024 ISBN 9788830106246